# Вільхове (Щастинський район)
Вільхо́ве — селище в Україні, у Станично-Луганській селищній громаді Щастинського району Луганської області. Населення становить 3114 осіб.

## Географія
Відстань до райцентру становить близько 9 км і проходить автошляхом Р22. У селищі на станції Вільхова діє пункт контролю на кордоні з Росією Вільхове—роз'їзд Кар'єр 122 км.

## Історія
Звіт історії цього селища слід розпочинати з 90 років минулого сторіччя.  Під час археологічних розкопок на околицях селища виявлено неолітичні стоянки 5-4 тисячоліття до нашої ери. Поселення виникло наприкінці ХІХ ст. у зв'язку з будівництвом залізничної станції Вільхова на лінії Дебальцеве-Міллерове.
Назва селища походить від найменування природи, дерева вільха. Вибір освітнього слова назви мотивовано наявністю навколо селища вільхових гаїв.
У 1886 році була покладена залізниця, що з'єднала м. Луганськ та Міллерове. Лінія прокладалася через болотисту місцевість, густі лісові масиви, піски. Поступово ближче до залізниці стали селитися люди, що жили в глухих далеких селах. Так 1889 року з'явилося село Валуйське, Вільхова з'явилася трохи згодом. Людям подобалося місце. Навколо були гарні чисті, великі озера: Махувате, Лінівське, Дігтярка, Чистіньке, в яких водилося багато риби.остали дома селища. Люди розробляли ділянки, заносили піском болота, викорчовували дерева. Очевидно через велику кількість вільхи перші жителі назвали селище-Ольхова.
Першим було збудовано залізничний вокзал. Поруч були бараки для робітників, які обслуговували залізницю. Серед перших жителів були Лізин і Федічев. Лізін жив при вокзалі, а Федічев Іван Артемович тримав свій піщаний кар'єр. Жив він за вокзалом мав стайні на 18 коней.На місці де зараз розташовані вулиці Шевченка та Вокзальна, нафтобаза був розташований піщаний кар'єр, до якої підходила вузькоколійка.
Пісок, що відвантажувався, залізницею відправляли на Луганські заводи. Відрізавши підлогу будинку Федічев І.А. переніс другу половину через залізницю і поставив навпроти вокзалу. Там оселилася його донька Філоненко Проскова Іванівна. Це був 1922 рік люди, які приїжджали на вокзал з далеких сіл, за невелику плату ночували в цьому будинку, чекаючи на поїзд. Цей будиночок стоїть і сьогодні на тому самому місці.
Особливо велике заселення селища розпочалося 30 роком. Приходили сюди в основному люди, що жили в Лощині, розташованій за 5 км, від Вільхової. В наш час цього села немає.
У 1926 році в селищі було збудовано нафтобазу. У цей час вона мала 11 цистерн, де зберігалася гас, солярка, бензин. Нафтопродукти перекачувалися за допомогою ручного насоса, на якому працювало позмінно 4 особи. Загалом на нафтобазі працювало 8 осіб. Першим завідувачем був Ковалевський. Територія нафтобази складала 0,3 га.
У 1932–1933 роках Вільхівська сільська рада постраждала від Голодомору. За свідченнями очевидців кількість померлих склала щонайменше 51 особу, імена яких встановлено.
З 1936 року у селищі була своя пошта. Вона була у старому темному будинок. За газетами ходили у с. Ірпінь. Доставка була 200 екземплярів.
У 1941 році розпочалася Друга світова війна. Фронт обійшов селище стороною, бо тут були великі піски, і німці просувалися грейдером: нинішня траса Луганськ-Міллерове.
У селі німці перебували близько двох тижнів. Розстрілів у селі не було. На селище було скинуто 4 бомби відомо, що друга бомба впала на вокзал, третя-на лісопильню, розташовану біля нафтобази, четверта-недалеко від вокзалу.Жорстокі бої пройшли біля річки Сіверський Донець. Там боролися жителі селища-Козюбердін Р, Чумаков А, Кузюбердін Н. Вони загинули смертю хоробрих, захищаючи рідний край. Їхні тіла були доставлені до радного селища, де їх поховали.
Багато жителів не повернулися з цієї війни, на щастя, є і герої, які дожили до світлого Дня Перемоги. Серед Савенко, що повернулися, Г.В, Рябухін, Шевцов Г.С, Калінін І.А, Григоров А.В, Симендяєв А.М.
Так, Вейланд Надія Карповна воювала на знаменитій Малій Землі, має нагороди. Сасин Михайло Олександрович-воював під Дебальцевим, в Алчевську, бої на Кавказі. Має нагороди: Орден Червоної Зірки, Орден Вітчизняної війни І ступеня.

У 1947 році було засновано Ольхівське хлібоприймальне підприємство. На його місці у минулому були болота. Нині все це засипано та заасфальтовано. Наразі побудовано 13 складів, потокова лінія, а у 1968 році: зерноочисна станція. Територія підприємства – 0,8 га. Працювало на підприємстві 70 людей. В даний момент підприємство називається: ВАТ "Ольховське ХПП". Під час війни старий вокзал був зруйнований, в 1953 був побудований на старому місці новий. Поруч із вокзалом був розташований базар. На конях возили із Поськового, Сизого, Камишного та інших сіл свій товар, вирощені овочі, фрукти на продаж. Як і в 20 роки ринок розташований на тому самому місці. Валуйська Сільська рада впорядкувала торгові ряди і в наші дні, як і раніше, ринок продовжує своє торгове життя. У 1956 році було проведено реконструкцію нафтобази. З 1956 по 1977 збудовані такі об'єкти: лабораторія, душова, насосна, слюсарна та ін. У 1977 році було введено в експлуатацію товарний склад автозаправної станції на хуторі Макарове на 500 запитів. На початку було відкрито станцію техобслуговування на цілодобову роботу. У 60 р. XX ст. до складу селища включено поселення Піщаного лісництва (сьогодні Піщане лісомисливське господарство). У 1966 колективу комунізм було дано звання «Колектив комуністичної праці» У  1967 був побудований Асфальтово-Бетонний завод. На цьому підприємстві працювало 20 людей. У середньому протягом години роботи виготовляли до 1 т (асфальту). Для працівників підприємства було створено всі умови 1 їдальня, лазня. На жаль, підприємство було закрите, а робітники звільнилися через відсутність бетону. 1964 року пошта перейшла на повсякденну роботу. Доставка періодичних видавництв проводилася двома листоношами. У селищі прокладають нові телеграфні лінії. Близько 100 будинків у Вільхові телеграфовані. Робота із забезпечення жителів до уваги триває. До 1990 р. плодово-ягідний цех. Протягом багатьох років цех переробляв фрукти, овочі: томатний сік, яблучний сік, вино, консервували огірки, помідори, виготовляли джем, повидло, варення, карамель «Олівець» та багато іншої продукції, що мала попит. Але найбільшої роботи пладо цех не розрахований. У 1995 році була відкрита пекарня, яка виробляє хліб, булочки, великодні паски.І так  у 1996 року з'явилися нові підприємства ТОВ «Союз». Нові робочі місця для мешканців селища надали приватні підприємства Стороженко О.О. Випічка хліба переробка соняшника (маслобойня), ремонт автомобілів. Ось це всі види послуг, які мали місця .
18 жовтня 2014-го уночі зазнав смертельного поранення під час обстрілу російськими збройними формуваннями позицій бригади біля села Вільхове солдат 92-ї бригади Олександр Ровний — снаряд впав упритул до вагончика, у якому перебував Олександр.

## Населення
За даними перепису 2001 року населення села становило 3114 осіб, з них 6,17 % зазначили рідною мову українську, 93,67 % — російську, а 0,16 % — іншу.

## Відомі особистості
В поселенні народилися:
- Дзюбенко Роман Васильович (1994—2021) — молодший сержант Збройних сил України, учасник російсько-української війни.
- Соколов Володимир Ілліч (* 1962) — український вчений-механік.

## Пам'ятки
Поблизу Вільхового виявлені стоянки неоліту (V — початок IV тисячоліття до н. е.).